# Ostrovo, Požarevac

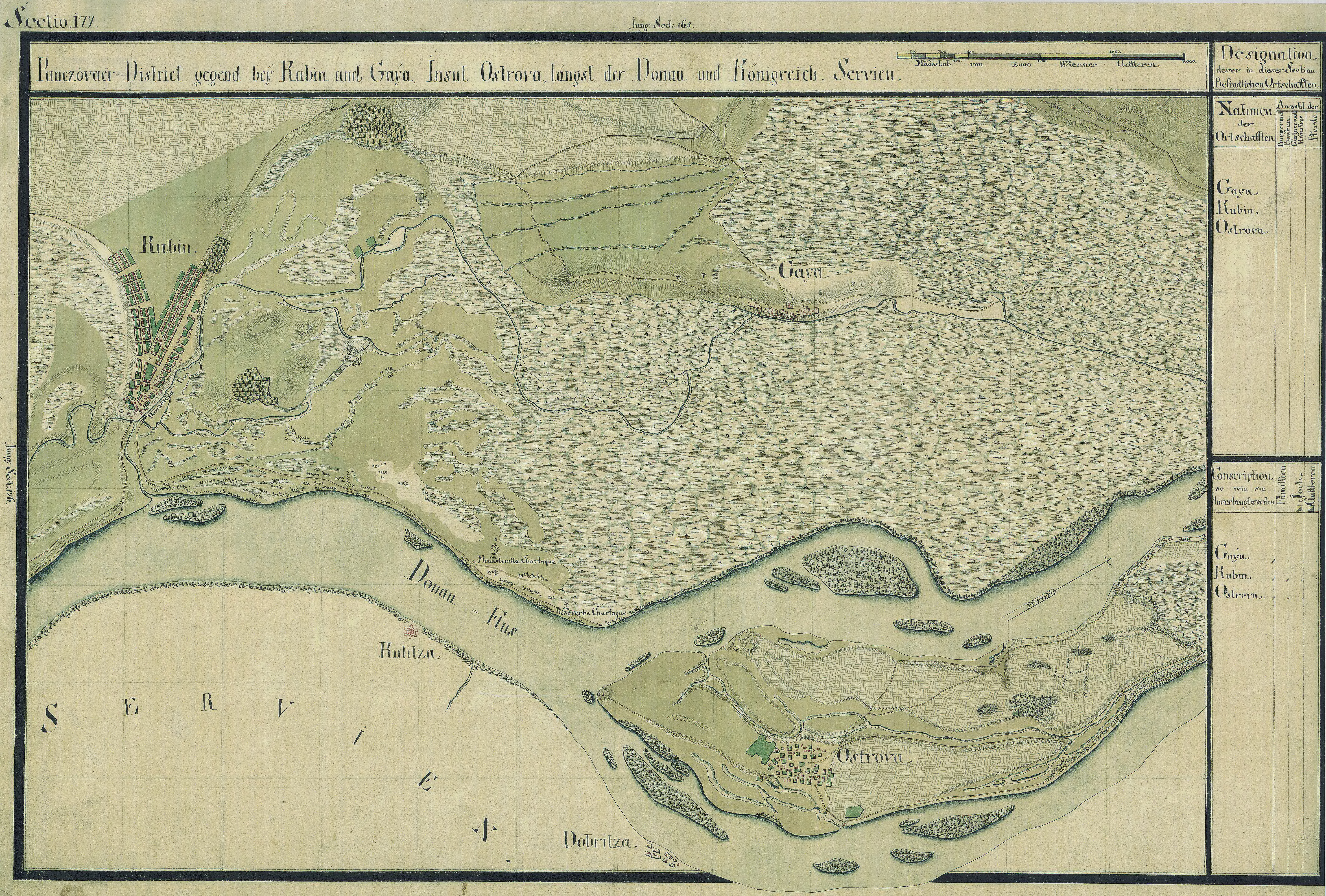
Harta iosefină a insulei Ostrovo din 1769-1772

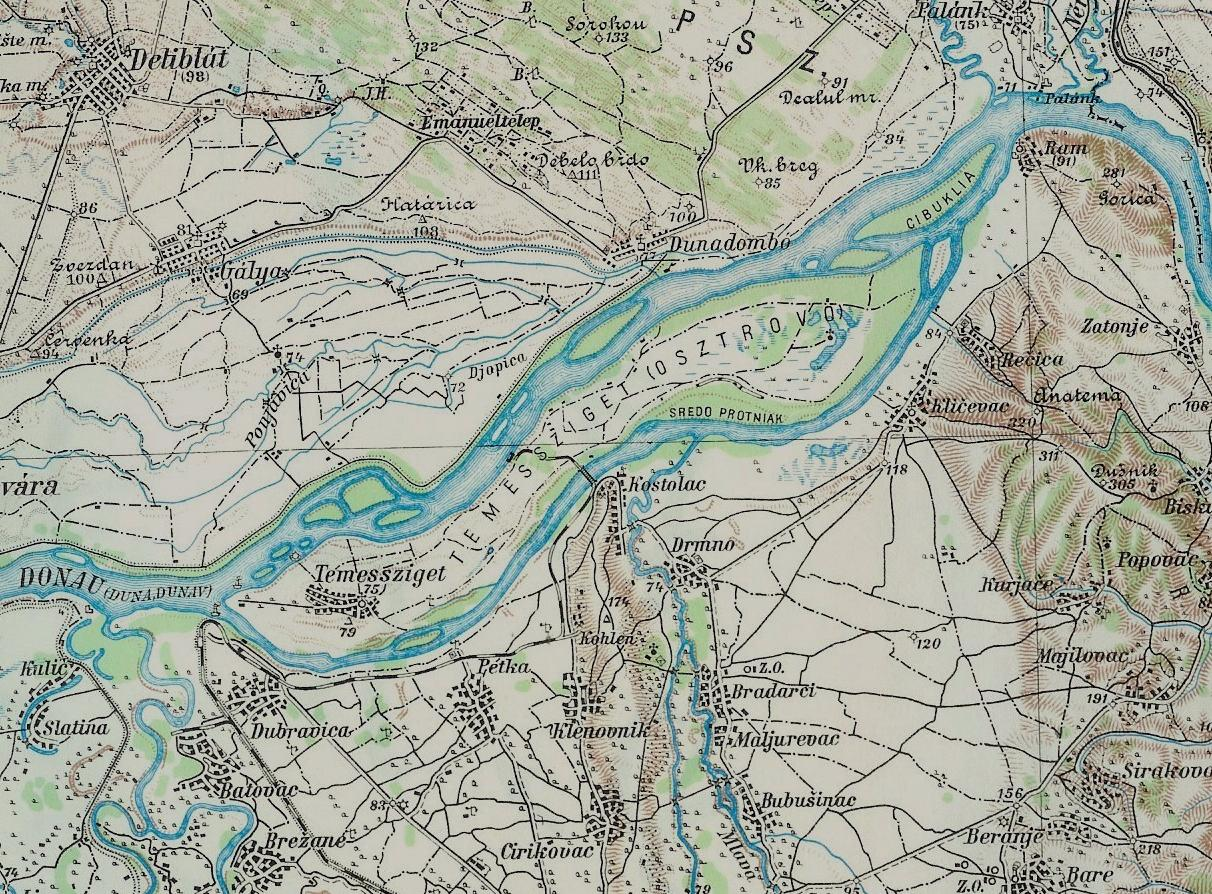
Harta insulei Ostrovo din 1912

Ostrovo (Острово) este un sat situat în partea de est a Serbiei, în districtul Braničevo, pe o fostă insulă a Dunării. Aparține administrativ de comuna Požarevac. La recensământul din 2002 localitatea avea 685 locuitori.

## Nume
„Ostrovo” înseamnă „insulă” în limba sârbă. Acest nume provine de la faptul că Ostrovo este situat pe o fostă insulă de pe Dunăre (vezi: insula Ostrovo) care făcea parte, din punct de vedere istoric, din regiunea Banat. În sârbă satul este cunoscut ca Ostrovo (Острово), în germană ca Ostrova și în maghiară ca Temessziget.

## Istoric
Satul a fost format în timpul Marii Migrații Sârbe conduse de Arsenije Čarnojević. Până în 1751 Ostrovo a făcut parte din Banatul Timișoarei, stăpânit de habsburgi, și apoi din Granița Militară Habsburgică. În perioada 1848-1849 a făcut parte din Voivodina sârbească, dar în 1849 a fost inclus din nou în Granița Militară. După desființarea graniței în 1873, Ostrovo a fost inclus în comitatul Timiș al Regatului Ungariei și Austro-Ungariei. A făcut parte din comuna Kovin a comitatului. Potrivit recensământului din 1910 populația satului Ostrovo era formată în majoritate din etnici sârbi. Locuiau aici și membri ai altor grupuri etnice: germani, maghiari și români.
În 1918 satul Ostrovo a devenit mai întâi parte a Regatului Serbiei și apoi parte a Regatului Sârbilor, Croaților și Slovenilor (care în 1929 a fost redenumit Iugoslavia). Din 1918 până în 1922 a făcut parte din județul Becicherecu Mare, din 1922 până în 1929 din regiunea Podunavlje și, din 1929 până în 1941 din Banovina (Bănia) Dunăreană. În perioada 1941-1944 s-a aflat pe teritoriul ocupat de germani al Serbiei. În 1942 germanii au construit un dig care a transformat insula pe care se afla satul Ostrovo într-o peninsulă, legând-o cu malul sudic al Dunării. După război, Ostrovo a devenit parte a noii Republici Socialiste Federative Iugoslavia și a fost transferat din comuna Kovin în comuna Požarevac. Prin urmare, spre deosebire de majoritatea localităților din provincia istorică Banatul sârbesc, satul Ostrovo a fost inclus în regiunea Serbia Centrală și nu în provincia autonomă Voivodina. În ciuda acestei schimbări administrative, satul continuă să aparțină Eparhiei Banatului a Bisericii Ortodoxe Sârbe.
În 2007 comuna Požarevac a fost ridicată la statutul de oraș, iar în 2009 a fost formată comuna urbană Kostolac, ca parte a orașului Požarevac. Ostrovo a fost inclus, de asemenea, în noua comună urbană Kostolac.

## Demografie
În 2002 satul Ostrovo avea o populație de 685 de persoane, din care 583 sârbi, 95 de persoane de etnie necunoscută, 3 maghiari, 3 macedoneni și 1 muntenegrean.

## Legături externe
- Poreznici u Požarevcu, crkva u Vršcu
- www.ostrovo.com Arhivat în 26 aprilie 2011, la Wayback Machine.
- About Ostrovo coat of arms Arhivat în 11 decembrie 2019, la Wayback Machine.